# Транспорты типа «Форт»
Форт (англ. Fort) — серия из 198 грузовых судов, построенных в Канаде во время Второй мировой войны для использования Великобританией по схеме ленд-лиза. Все они имели названия с префиксом «Форт». Эксплуатировались в период с 1942 по 1985 год, причем два из них все ещё числились в реестрах судоходства до 1992 года. В общей сложности 53 из них погибло во время войны из-за несчастных случаев или действий противника. Один из них, Форт Стайкин, был уничтожен в 1944 году взрывом 1400 тонн взрывчатки на его борту. В результате этого события, известного как взрыв в Бомбее, погибло более 800 человек и затонуло тринадцать кораблей. Транспорты типа «Форт» были судами, переданными британскому правительству, а корабли типа «Парк» находились в распоряжении канадского правительства, оба типа при этом имели сходную конструкцию.

## Описание
Транспорты типа «Форт» имели длину 129,39 м с носом длиной 17,37 м. Они имели тоннаж в 7130 рт. Делились на три группы: тип «Норт Сэндс», которые имели клёпаную конструкцию, и типы «Кэнэдиен» и «Виктори», имевшие сварную конструкцию. Они были построены восемнадцатью различными канадскими верфями. Их паровые двигатели с тройным расширением были изготовлены семью различными производителями.

## История
Суда данного типа строились между 1941 и 1945 годами десятью разными судостроительными компаниями. Первым был построен «Форт Сент-Джеймс», который был заложен 23 апреля 1941 года и спущен на воду 15 октября. Восемь кораблей, построенных Burrard Dry Dock, стоили $1 856 500 каждый. Во время Второй мировой войны 28 кораблей были потеряны из-за действий противника, и ещё четыре были потеряны из-за несчастных случаев. Многие из выживших 166 кораблей перешли в ведение Морской комиссии США. Последний зарегистрированный корабль типа «Форт», сданный на слом, был в 1985 году, и ещё два корабля, бывшие «Форт Сент-Джеймс» и «Форт Сент-Пол», были включены в регистр Ллойда до 1992 года.